# Otites levigata
Otites levigata är en tvåvingeart som först beskrevs av Friedrich Hermann Loew 1873.  Otites levigata ingår i släktet Otites och familjen fläckflugor. Inga underarter finns listade i Catalogue of Life.